# Zdravko Počivalšek
Zdravko Počivalšek, né le 25 novembre 1957, est un entrepreneur et homme politique slovène membre du Parti du centre moderne (SMC). Il est ministre de l'Économie de 2014 à 2022.
Le 21 septembre 2019, il devient président du SMC et décide de rejoindre la coalition de centre droit du gouvernement de Janez Janša en 2020.

## Biographie

### Formation et vie professionnelle
Il est titulaire d'un diplôme de génie agricole. Il dirige ensuite de nombreuses sociétés, dont Terme Olimia entre 1999 et 2014.

### Parcours politique
Le 4 décembre 2014, Zdravko Počivalšek est nommé ministre du Développement économique et de la Technologie dans le gouvernement de coalition du centriste Miro Cerar.
Après que la presse a révélé plusieurs irrégularités dans l'acquisition d'équipements médicaux et de protection pour faire face à la pandémie de Covid-19, il est placé quelques heures en garde à vue le 30 juin 2020. Le ministre de l'Intérieur Aleš Hojs annonce aussitôt sa démission, un geste qu'il justifie par le fait d'avoir été prévenu de l'existence d'une information judiciaire seulement quelques heures avant l'arrestation de son collègue par les forces spéciales, considérant qu'il s'agit d'une « action politiquement motivée ».